# Antoine Boutros Khreich
Antoine Boutros Khreich (Arabisch: أنطونيوس الثالث بطرس خريش) (de achternaam wordt ook geschreven als Khoraiche) (Ain-Ebel, 20 september 1907 - Beiroet, 19 augustus 1994) was een patriarch van Antiochië van de Maronieten en geestelijk leider van de Maronitische Kerk en een kardinaal van de Katholieke Kerk.
Antoine Khreich ontving zijn opleiding aan het patriarchaal seminarie in Tyrus, de Urbaniana-universiteit in Rome en de Sint-Jozefuniversiteit in Beiroet. Op 4 april 1930 werd hij tot priester gewijd. Hij doceerde een aantal jaren en werd in 1936 vicaris-generaal van de Maronieten in Palestina. In 1940 werd hij benoemd tot vicaris-generaal van het bisdom Tyrus.
Op 29 april 1934 werd Khreich benoemd tot hulpbisschop van Saida en titulair bisschop van Tarsus. Zijn bisschopswijding vond plaats op 15 oktober 1950. Vanaf 1955 was hij tevens apostolisch administrator van Saida. Op 25 november 1957 werd hij benoemd tot bisschop van Saida.   
Op 3 februari 1975 werd Khreich door de bisschoppelijke synode van de Maronitische Kerk gekozen tot patriarch van Antiochië van de Maronieten, als opvolger van Boulos Boutros Meouchi die kort daarvoor was overleden. Khreich voegde de naam Boutros (Petrus) toe aan zijn voornaam, conform het gebruik bij Maronitische patriarchen; volgens de overlevering was Petrus de stichter van de gemeente in Antiochië en de eerste patriarch aldaar. De keus van de synode werd op 15 februari 1975 bevestigd door paus Paulus VI.
Tijdens het consistorie van 2 februari 1983 werd Antoine Boutros Khreich kardinaal gecreëerd. Hij kreeg - zoals gebruikelijk voor Oosters-katholieke patriarchen, als gevolg van het motu proprio Ad purpuratorum patrum collegium - de rang van kardinaal-bisschop zonder toekenning van een suburbicair bisdom.
Antoine Boutros Khreich was van 1975 tot 1985 tevens voorzitter van de synode van de Maronitische Kerk en voorzitter van de vergadering van katholieke patriarchen en bisschoppen in Libanon.
Op 3 april 1986 ging Antoine Boutros Khreich met emeritaat. Hij werd opgevolgd door Nasrallah Boutros Sfeir.
- Gemeinsame Normdatei: 1147187444
- International Standard Name Identifier: 0000 0004 5426 4503
- Library of Congress Control Number: no2016000320
- Virtual International Authority File: 136145541823796601819
- WorldCat: E39PBJg4kvg7PqXhgKcT6Q3G73